# Mette Mai Langer
Mette Mai Langer (født 24. marts 1973) er en dansk skuespiller.
Hun blev uddannet fra Skuespillerskolen ved Aarhus Teater i 2002. 
Hun har medvirket i flere forestillinger på Århus Teater, bl.a. "Ferdinand og Louise", "Sengekammeraten", "Kingkongs Døtre" og "Manden fra Estland". Derudover har hun bl.a. medvirket i "De Besatte" på Cumulus Teatret, "Når du ser et stjerneskud" på Anemoneteatret, og "Så ligger man der" på teatret Svalegangen.

## Filmografi
- 2 ryk og en aflevering (2003)
- De unge år (2007)
- AFR (2007)
- Dig og Mig (2008)